# Evangelische Kirche (Züsch)

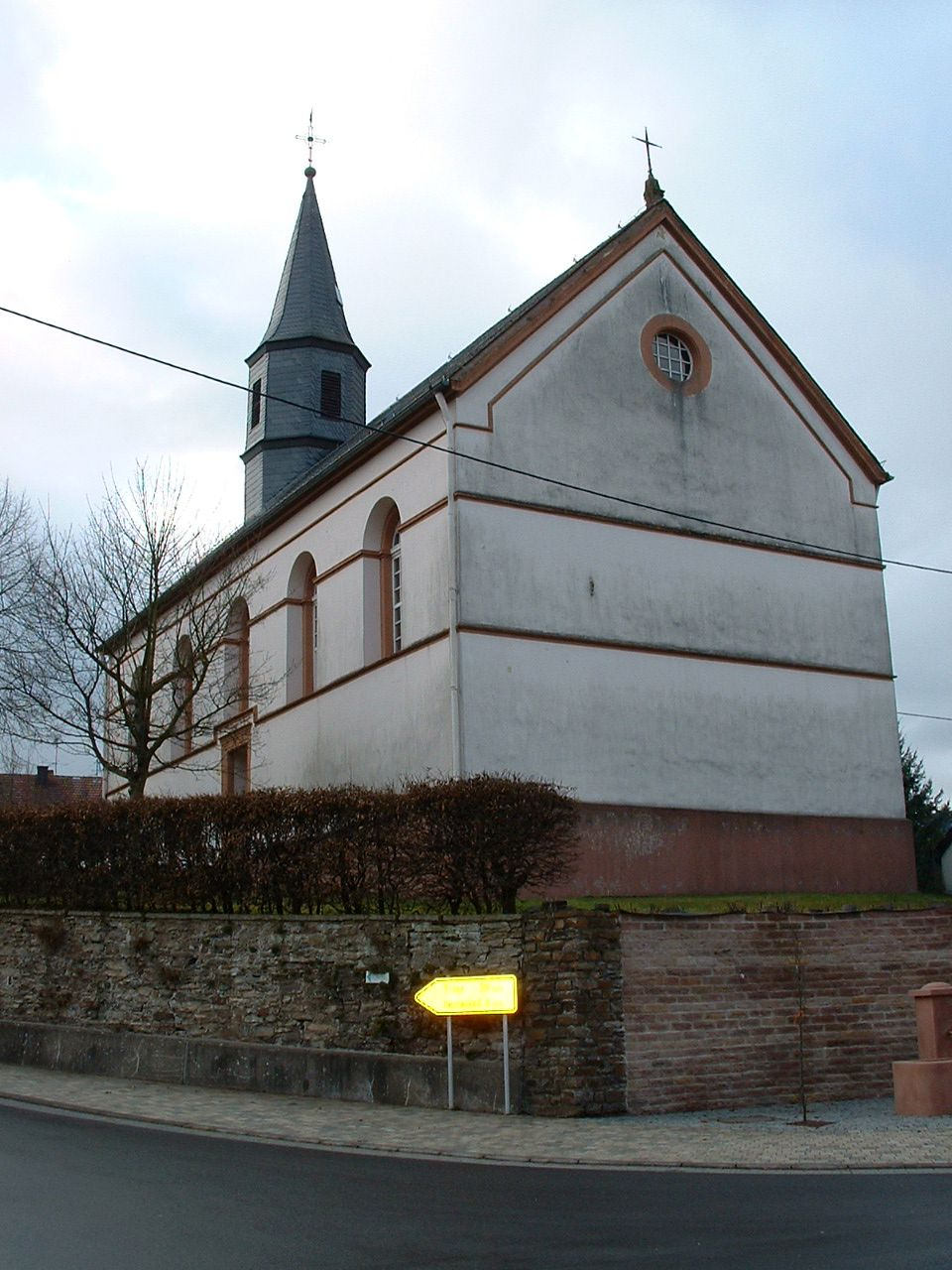
Die Kirche von Südosten

Die Evangelische Kirche Züsch ist eine Kirche im rheinland-pfälzischen Züsch, Landkreis Trier-Saarburg. Die Kirchengemeinde Hermeskeil-Züsch ist dem Kirchenkreis Trier der Evangelischen Kirche im Rheinland zugeordnet. Das Kirchengebäude ist im Verzeichnis der Kulturdenkmäler des Kreises Trier-Saarburg aufgeführt und das älteste evangelische Gotteshaus des Landkreises.

## Geschichte

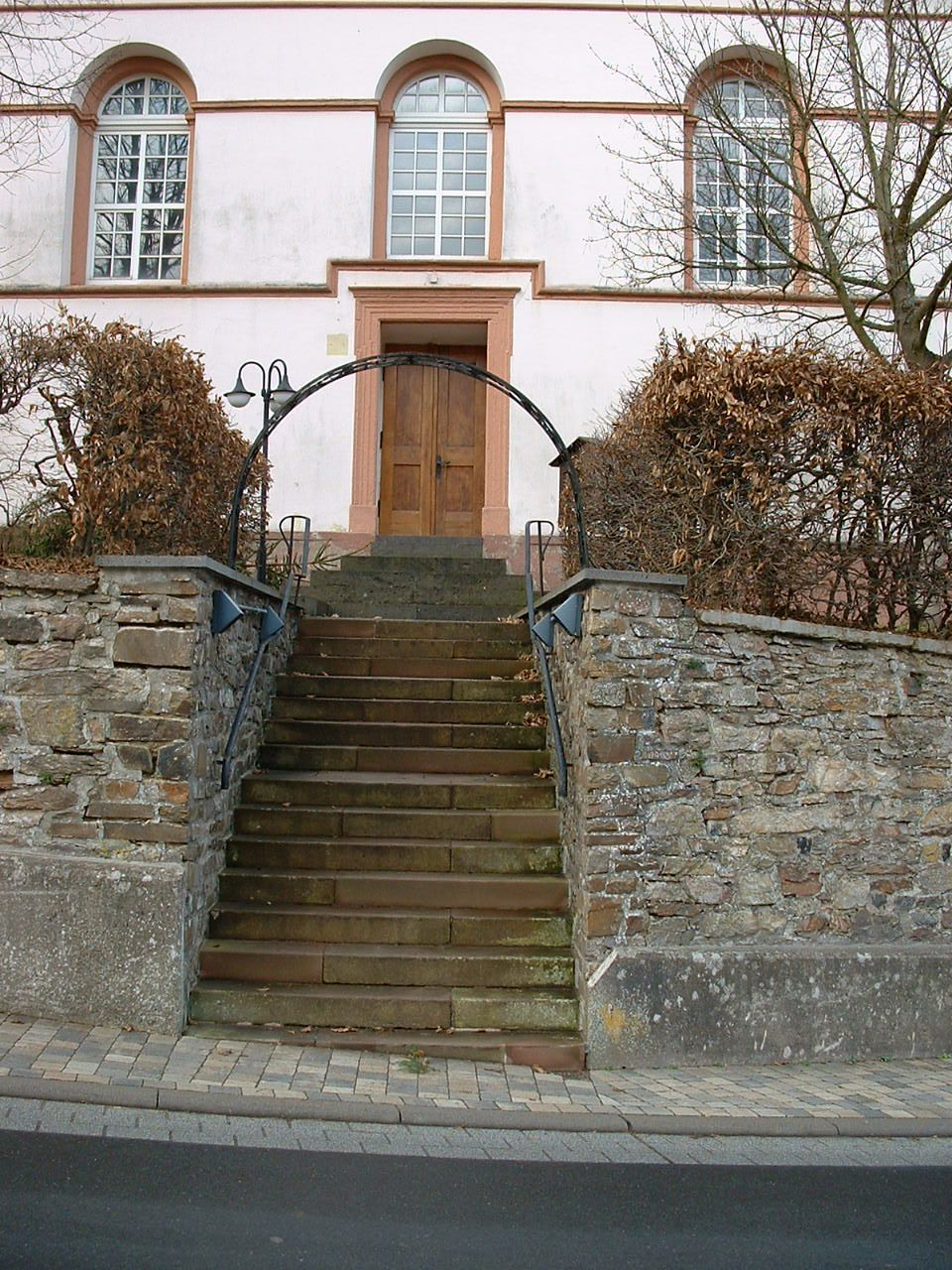

Die heutige evangelische Kirche hatte mehrere Vorgängerbauten. Einer davon, der an der gleichen Stelle wie die heutige Kirche stand, wurde von Leibeigenen der Vögte von Hunolstein erbaut. Die Vögte waren Vasallen der Herzöge von Pfalz-Simmern (später Pfalz-Zweibrücken) und der Markgrafen von Baden, zu deren gemeinschaftlichen Besitz seit 1550 auch die Hintere Grafschaft Sponheim zählte, in der die Vögte über ein eigenes Hoheitsgebiet verfügten, in dem sie die volle Souveränität besaßen. In diesem Hoheitsgebiet lag das Dorf Züsch, das im Jahr 1504 zerstört, und von Vogt Johann IV. (1556–1579) und seinen Nachfolgern wieder aufgebaut wurde. Das Gebiet der Hinteren Grafschaft Sponheim, und somit auch Züsch, wurde im Jahr 1557 von der Reformation erfasst.
Die von den Leibeigenen der Vögte von Hunolstein erbaute Kirche wurde im Jahr 1724 durch einen Neubau ersetzt, der bis zum Jahr 1835 stehen blieb. Als Folge der Zupfarrung von Börfink und Einschied im Jahre 1817 war die Kirche zu klein geworden, aber erst am 13. Mai 1836 erfolgte die Grundsteinlegung für ein neues größeres Gotteshaus. Für die Pläne zeichnete Kommunalbaumeister Johann Baptist Bingler (Trier) verantwortlich. Bauunternehmer Maximilian Pastert (Züsch) führte die Bauarbeiten aus. Im Laufe der Bauarbeiten stellte sich heraus, dass für die Decke ein Eichenstamm fehlte, der im Gemeindewald von Rinzenberg geschlagen wurde. Dies wurde von den Rinzenbergern bemerkt, was eine Schlägerei zwischen den Züschern und Rinzenbergern, sowie eine Gerichtsverhandlung zur Folge hatte. Der fehlende Baumstamm konnte aber letztendlich eingebaut werden, sodass am 8. Oktober 1837 die Einweihung der Kirche durch den Superintendenten Ludovici aus Mülheim erfolgte. Finanziert wurde der Kirchenneubau durch Mittel der evangelischen Pfarrgemeinde Züsch und einem Gnadengeschenk des preußischen Königs Friedrich Wilhelm III. in Höhe von 1800 Talern. Wie alle Kirchen, deren Bau durch ein Gnadengeschenk möglich wurde, musste die Kirche in Zusch ohne Turm errichtet werden. Im Jahr 1861 erhielt die Kirche schließlich einen Dachreiter anstelle eines Turmes. Insgesamt betrugen die Baukosten 3247 Taler.
In den Jahren 1968 bis 1969 wurde das Innere der Kirche vollständig überholt und erhielt eine hellere Gestaltung.

## Architektur

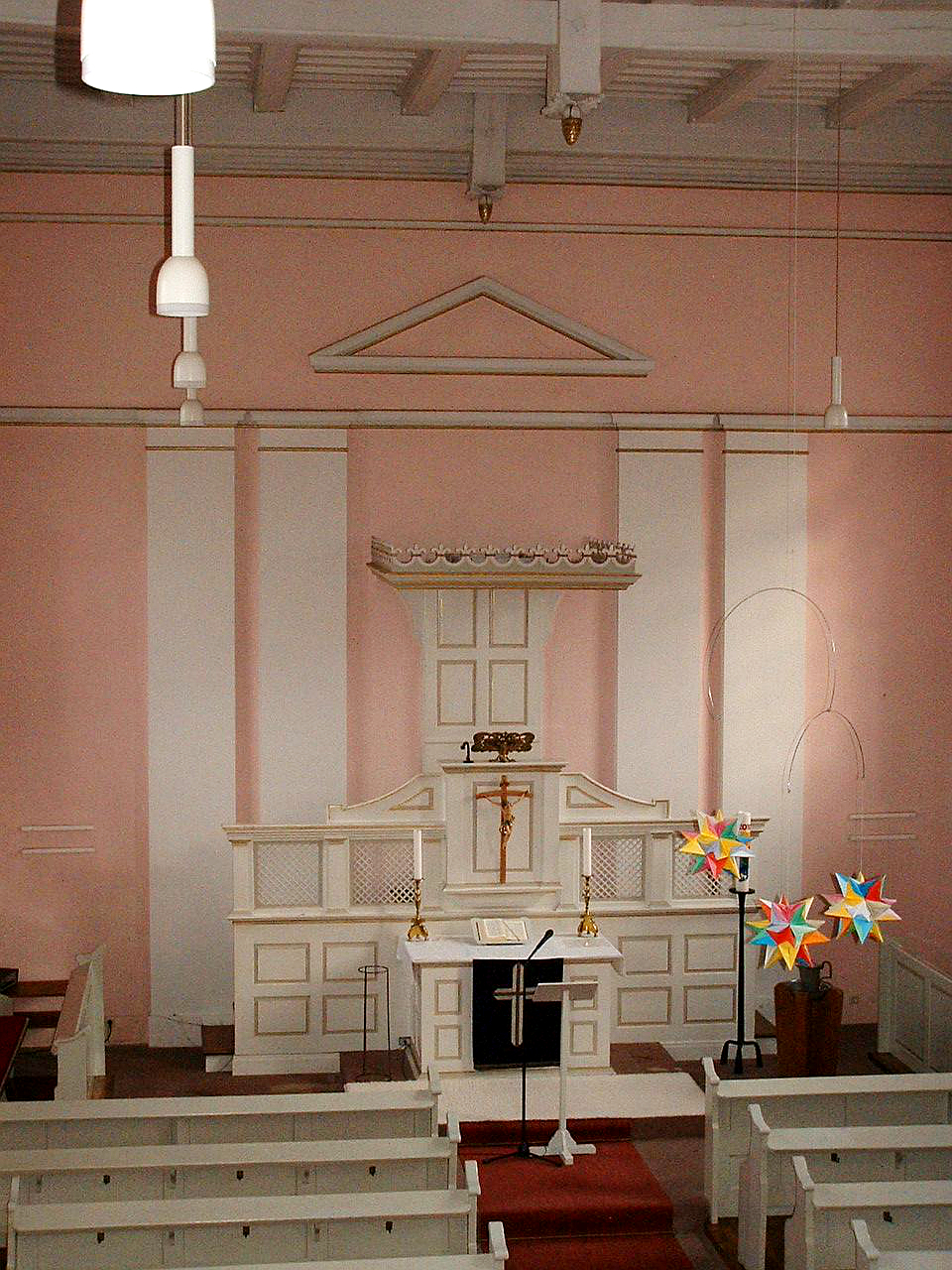
Innenraum

Das Kirchengebäude wurde als fünfachsiger Saal im klassizistischen Stil errichtet. Anstatt eines Turmes besitzt die Kirche einen Dachreiter. Im Inneren befindet sich eine Balkendecke mit in Pinienzapfen auslaufenden Hängepfosten, sowie ein Kanzelaltar.
Die heutige Kirche, die bereits die dritte evangelische Kirche an dieser Stelle ist, ist ganz aus Bruchstein erbaut. Die Vorgängerkirche war ein Fachwerk-Lehm-Bau, deren Vorgängerin ein Holzbau. Das Kirchengebäude ist 21 Meter lang und 10 Meter breit.

## Orgel

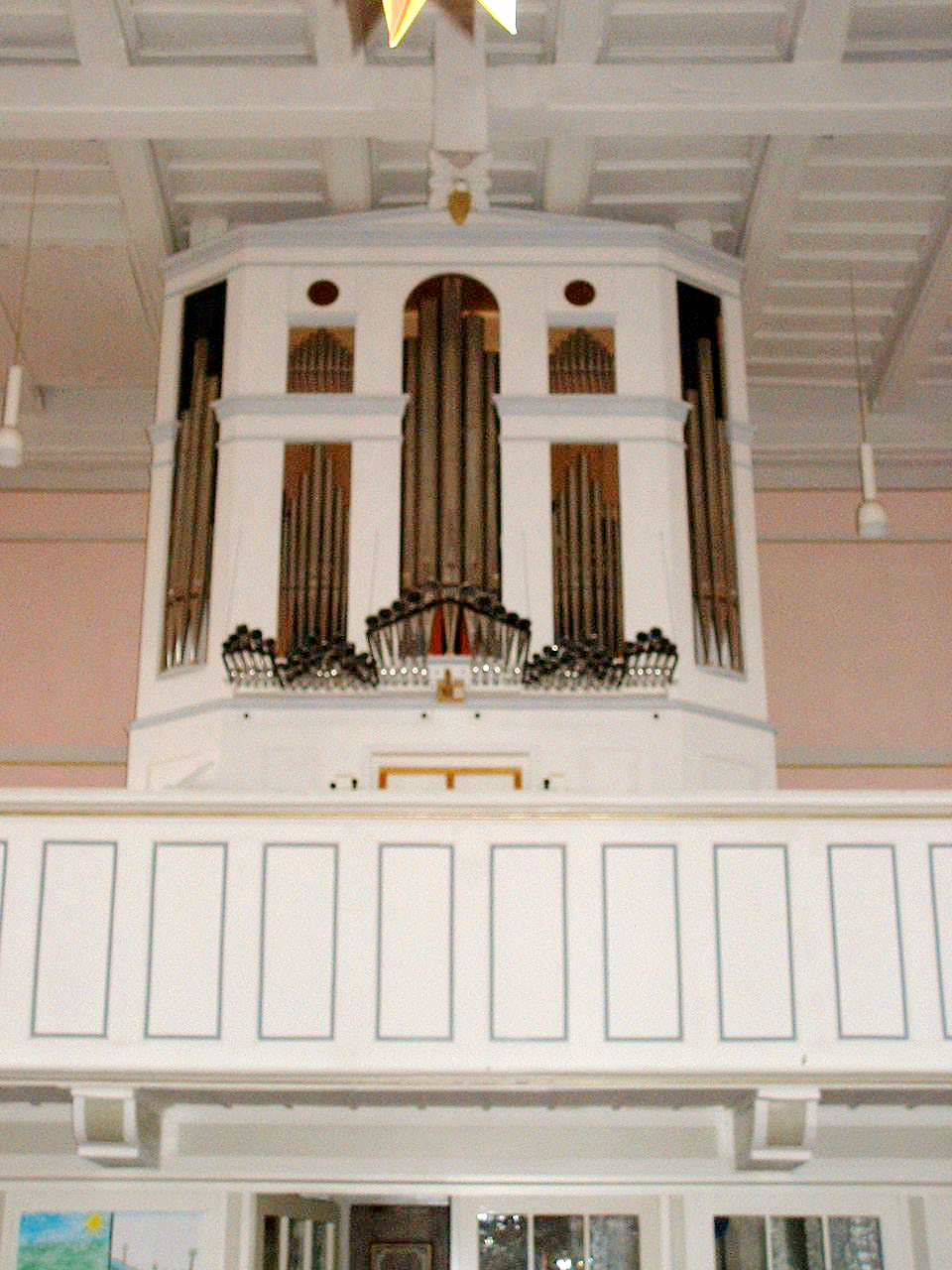
Orgel

Die Orgel der Kirche, eine sogenannte spanische Orgel, wurde 2002 nach den Plänen des Orgelbauers Matthias Wagner (Essen) erbaut, und war nach der Spanischen Orgel in der Neustädter Kirche in Hannover die zweite ihrer Art in Deutschland. Das Orgelprospekt wurde von Schreiner Erwin Kreuzer gebaut. Die waagerecht aus dem Prospekt in das Kirchenschiff hineinragenden Orgelpfeifen sind das markanteste optische Merkmal des Instruments. Sie werden als „Spanische Trompeten“ bezeichnet.
Das Schleifladen-Instrument verfügt über 14 Register, verteilt auf ein Manual und Pedal. Die Spiel- und Registertraktur ist mechanisch. Als Kompromiss für den Gebrauch im Gottesdienst besitzt sie eine lange Baßoktave und ein auf zwei Oktaven ausgebautes Pedal.
Die Disposition der aktuellen Orgel lautet:
| I Organo Mayor C–f3   |               |
| Flautat               | 8′ B/D        |
| Flautat Tapat         | 8′ B/D        |
| Octava                | 4′ B/D        |
| Flauta                | 4′ B/D        |
| Dozena                | 2 ⁄3′ B/D     |
| Quinzena              | 2′ B/D        |
| Nasat                 | 1° (1 3⁄5′) B |
| Corneta               | IV D          |
| Vintidozena           | II B/D        |
| Simbalet              | III B/D       |
| Siruel (Vogelstimme)  | B/D           |
| Siruel (Vogelstimme)  | D             |
| Trompeta Real (innen) | B/D           |
| Clarin exterior       | 4′ B          |
| Clarin exterior       | 8′ D          |
| Regalia exterior      | 8′ B          |
| Oboe exterior         | 8′ D          |

| Pedal C–d1 |     |
| Contras    | 16′ |